# Thomas Preljubović
Thomas Preljuboviċ (en serbe: Тома Прељубовић / Toma Preljubović) aussi appelé Thomas Comnène Preljub ou Thomas Comnène Paléologue, fut souverain du despotat d’Épire à Ioannina de 1366 jusqu’à sa mort le 23 décembre 1384. De caractère cruel et tyrannique selon la Chronique de Ioannina, il entretint de mauvaises relations avec la noblesse et l'Église à l'intérieur et avec ses voisins albanais à l'extérieur. Il se mérita le surnom de « tueur d’Albanais» (Ἀλβανιτοκτόνος).

## Biographie

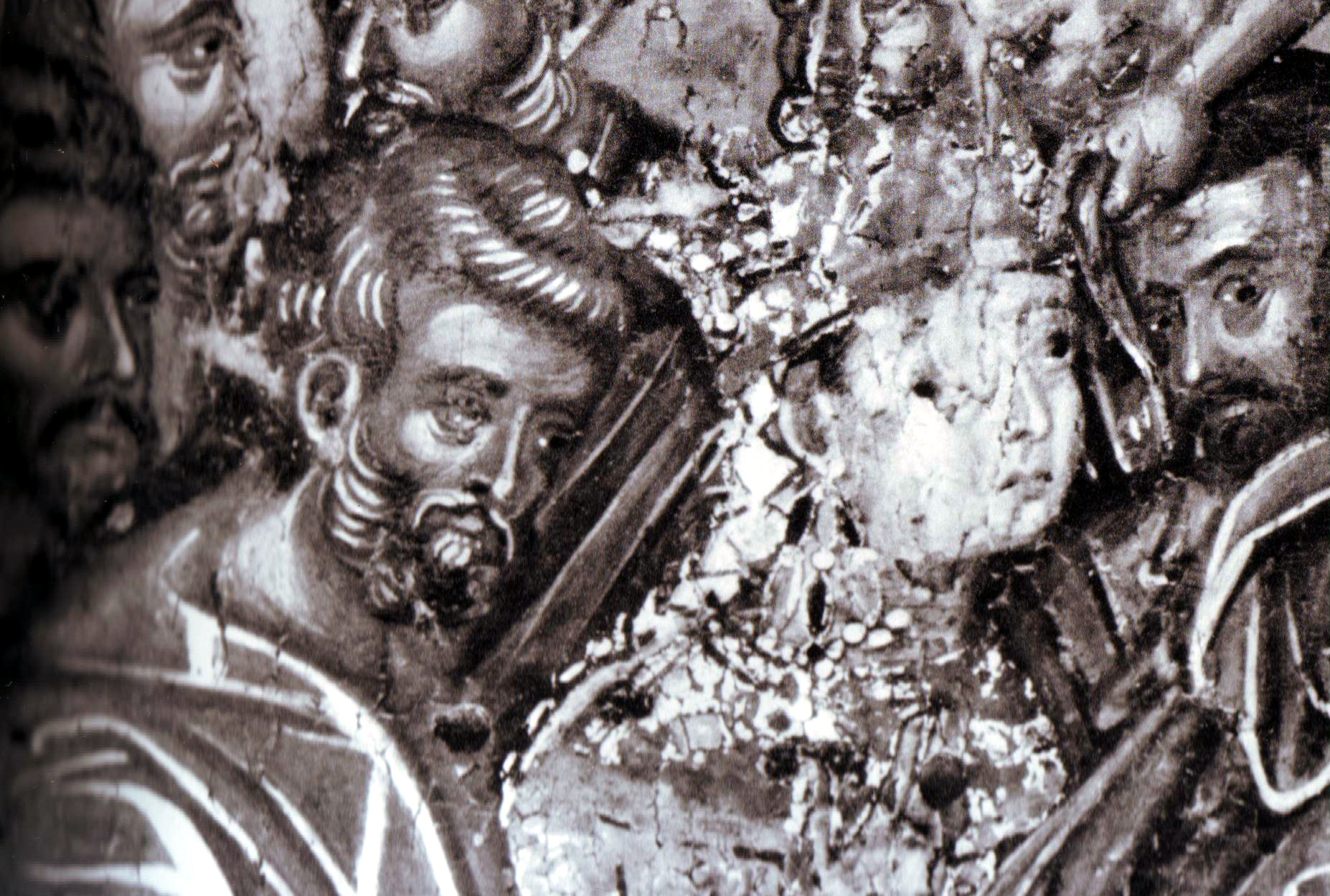
Thomas Preljubovic et son épouse Marie. Détail d'une icône du monastère de la Transfiguration, Météorites.

Thomas était le fils du caesar Preljub, gouverneur serbe de Thessalie sous Étienne Uroš IV Dušan et qui mourut  en combattant les clans albanais à la fin de 1355 ou au début de 1356. Sa mère, Irène, était peut-être l’une des filles d’Uroš IV et d’Hélène de Bulgarie. Après la mort violente de son père, sa mère revendiqua la Thessalie pour son fils Thomas, mais tous deux durent fuir vers la Serbie devant l’avance de Nicéphore II Orsini en 1356. Là, Irène épousa Radoslav Hlapen (en), souverain de Vodena (aujourd’hui Édesse), qui prit Thomas sous sa protection.
Après la mort du roi Uroš IV, l’Épire échut à son demi-frère, Syméon Uroš Paléologue, lequel, réalisant qu’il ne pouvait exercer d’autorité effective sur l’ensemble du territoire, laissa la gouverne d’Arta et d’Angelokastron à des seigneurs albanais pendant que lui-même s’installait en Thessalie. Profitant de l’absence du nouveau dirigeant, Hlapen envahit la Thessalie espérant la donner à son beau-fils. Siméon Uroš parvint à limiter l’invasion, mais fut forcé de céder Kastoria à Thomas et à lui donner sa fille, Maria Angelina Doukaina Palaiologina (Marie Ange-Doukas-Paléologue), en mariage. En 1366, les citoyens de Ioannina (la dernière forteresse qui demeurait sous le contrôle de Syméon) et de Threspotie lui firent parvenir une pétition le priant de nommer un gouverneur pour les protéger des raids albanais.
Siméon y répondit en nommant Thomas gouverneur de Ioannina où il fit son entrée en 1366 ou 1367. On connait surtout l’histoire de son règne grâce à la Chronique de Ioannina ; fortement biaisée, celle-ci est hostile à Preljubović ,qu’elle présente comme un tyran cruel et capricieux, mais elle est favorable à son épouse. 
Thomas s’empara de diverses propriétés appartenant à l’Église de Ioannina pour en faire cadeau à ses amis serbes. En dépit de ceci, Constantinople envoya un nouvel archevêque qui investit Thomas du titre de despote au nom de l’empereur byzantin Jean V Paléologue en 1382. Thomas devait bientôt se quereller avec l’archevêque et l’expulser d’Ioannina.
Il fut également accusé de taxer lourdement la noblesse locale, ce qui résulta en une série de révoltes contre son pouvoir. En plus de saisir diverses propriétés aussi bien civiles qu’ecclésiastiques, Thomas institua de nouvelles taxes et s’adjugea le monopole sur certains produits comme les fruits et le poisson. 

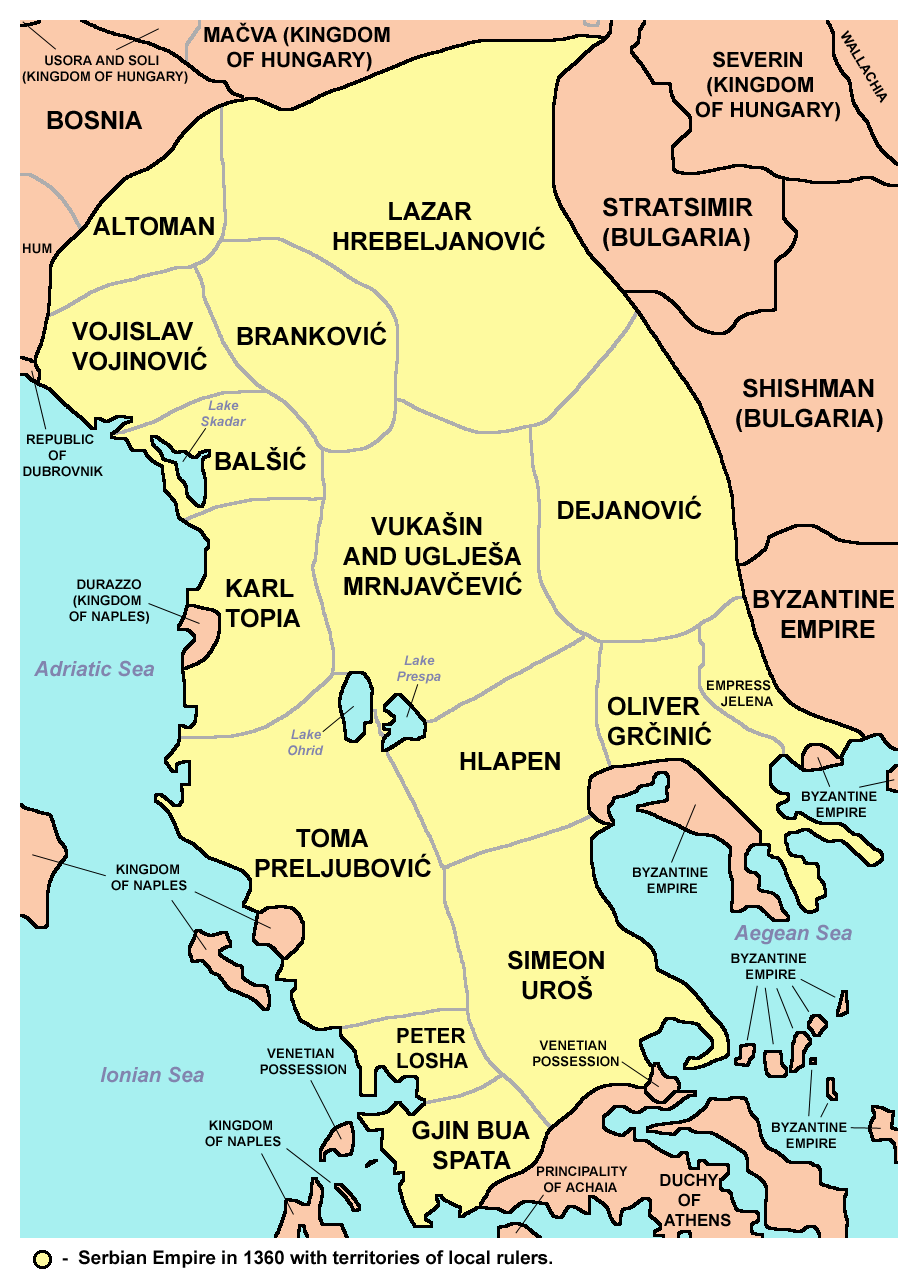
Carte de l'empire serbe en 1360 montrant les territoires des différents gouverneurs.

À l’extérieur, Thomas livra une guerre continue contre les seigneurs albanais d’Arta et d’Angelokastron. Peu après avoir pris possession d’Ioannina, Thomas fut assiégé, sans résultat, par Pierre Losha d’Arta (voir carte ci-jointe). Pour mettre un terme au conflit, Thomas donna sa fille en mariage au fils de Losha en 1370. Quatre ans plus tard, Pierre Losha mourut de la peste à Arta ; Jean Spata lui succéda. N’étant pas lié à Thomas comme son prédécesseur, il vint mettre le siège devant Ioannina dont il ravagea les alentours. À nouveau Thomas acheta la paix en donnant sa sœur Hélène en mariage à Jean Spata l’année suivante. Les attaques contre la ville devaient se poursuivre cependant, cette fois dirigées par les Malakasioi qui vainquirent par deux fois Thomas, en 1377 et en 1379. En mai 1379, Jean Spata revint dévaster les alentours de Ioannina.
Constamment harcelé, Thomas se tourna vers ses voisins francs et ottomans. Ces derniers répondirent rapidement et lui envoyèrent des renforts en 1381. Thomas en profita pour conquérir de nombreuses forteresses appartenant à ses ennemis au cours des trois années suivantes. Ses conquêtes impitoyables lui valurent le surnom de « tueur d’Albanais » (Ἀλβανιτοκτόνος/Albanoktonos).
Au cours des ans, les relations se détériorèrent entre Thomas et son épouse Marie qui en vint à participer à un complot contre son mari. Le 23 décembre 1384, Thomas fut assassiné par ses gardes et la population de Ioannina en liesse jura allégeance à Marie, laquelle se remaria un mois plus tard à un noble florentin, Esaù de' Buondelmonti qui succéda à Thomas comme despote jusque vers 1408/1411.

## Descendance
On sait que Thomas eut au moins une fille hors mariage, Irène qui épousa Jean Losha d’Arta et qui mourut en 1374/1375.
De son épouse légitime, Marie Angéline Doukas Paléologue, Thomas aurait eu un fils, Preljub, qui serait mort en bas âge.